# Anarchisme au Canada

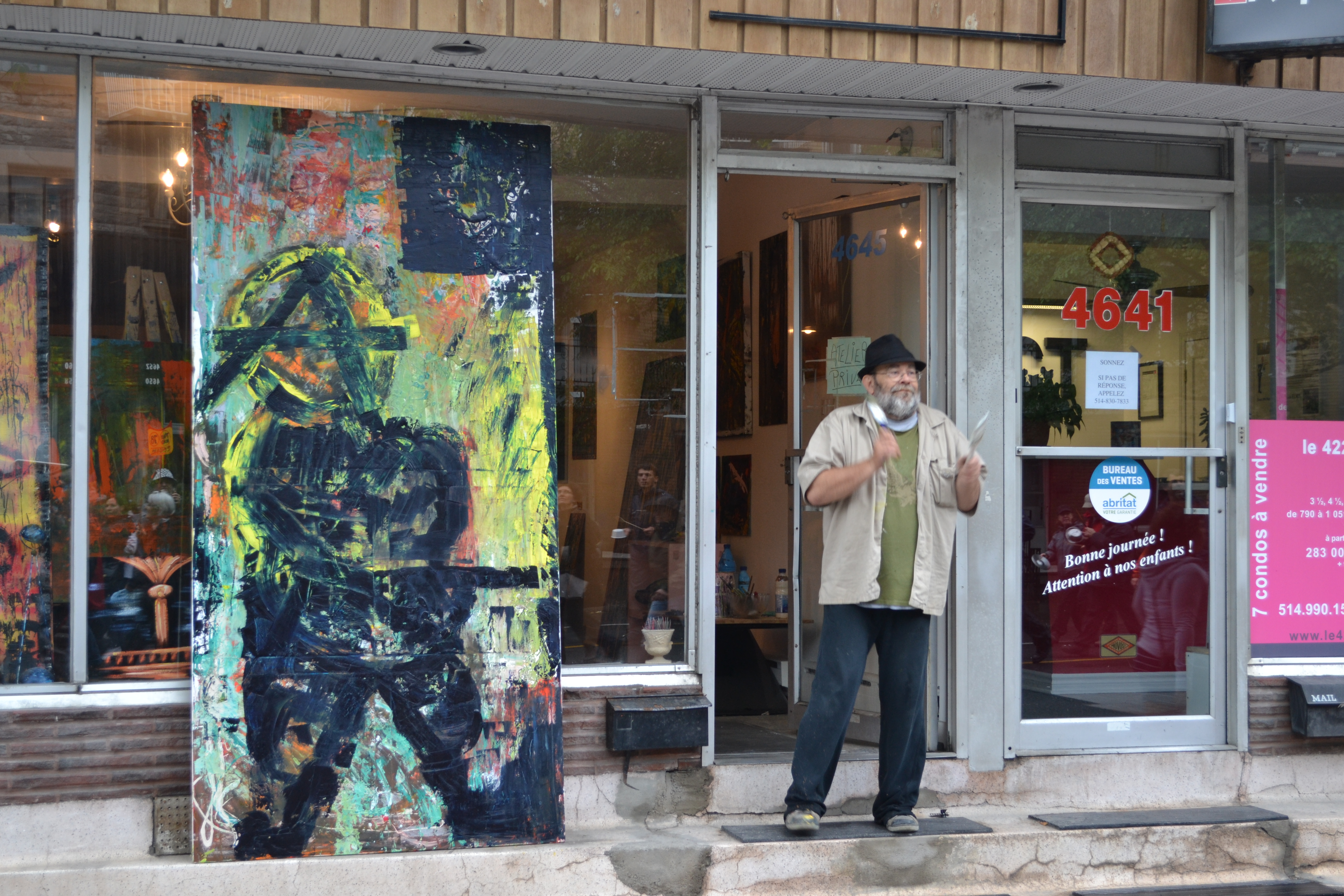
Manifestations étudiantes à Montréal (Québec) le 2 juin 2012.

L'anarchisme est présent au Canada à travers de nombreux groupes et individus issus des divers courants libertaires, principalement le communisme libertaire, l'écologie libertaire, l'anarcho-syndicalisme et l'anarchisme insurrectionnaliste[réf. nécessaire].
L'anarchisme canadien a été influencé par des théories issues des États-Unis et d'Europe continentale. Il est principalement présent au Québec, sur la côte ouest et dans les grandes villes de l'Ontario.

## Organisations et groupes
- Anarchistes pour des technologies solidaires (Montréal)
- Anarchist University, (Toronto)
- Apatrides Anonymes (Montréal)
- Applecart Collective (St. John's)
- Arbeiter Ring Publishing (en) Maison d'édition anarchiste de (Winnipeg)
- Collectif anarcha-féministe Les Sorcières
- Collectif d'éducation et de diffusion anarcho-syndicaliste (Montréal)
- Collectif Emma Goldman (Saguenay)
- Collectif Libertad  (Cégep du Vieux Montréal)
- Collectif du Salon du livre anarchiste de Montréal
- Convergence des luttes anticapitalistes
- L'Ensemble de l'insurrection chaotique
- La Pointe Libertaire, (Pointe-Saint-Charles)
- Syndicat des clochards d'Ottawa
- Organisation Révolutionnaire Anarchiste - ORA (Montréal)

### Défunt(e)s
- Hors-d'Œuvre (Montréal)
- Anarchist Party of Canada
- Bloc des auteurs anarchistes-Montréal
- Collectif Communauterre (Drummondville)
- Collectif Reclus-Malatesta (Joliette)
- Collectif féministe radicale Cyprine
- Collectif de Minuit (Université Laval)
- Collectif féministe radicale Némésis
- Collectif Piranha (ville de Québec)
- Common Cause 2007–2016 (Ontario)
- Convergence des Luttes Anti-Capitalistes 2001
- Union régionale de la Fédération des communistes libertaires du Nord-Est
  - Collectif Les Va-nu-pieds (St-Georges de Beauce)
  - Groupe anarchiste Émile Henry
- Collectif féministe libertaire Ainsi Squattent-Elles ! été 2006-2013
- Groupe Main Noire (Montréal)
- Groupe libertaire Frayhayt
- La RueBrique (Sud-Ouest de Montréal)
- Le Collectif Anarchiste du Cégep de Sherbrooke
- Le Poing d'exclamation (Montréal)
- Collectif de vidéastes Les Lucioles (2002-2007)
- Collectif Queer radical Les Panthères roses (Montréal)
- La Rixe (ville de Québec)
- La Sociale
- One Big Union
- Prairie Struggle Organization 2011-2015 (Prairies)
- Réseau Anarchiste en Milieu Étudiant (Province de Québec)
- Squamish Five
- Union communiste libertaire (Province de Québec)
  - Collectif La Commune (Montréal)
  - Collectif L'(A)telier (ville de Québec)
  - Collectif du 19 juillet (Sherbrooke)
  - Collectif La Barricade (Drummondville)
  - Collectif L'Étoile noire (Saint-Jérôme)

## Personnalités
- Anne Archet
- Anarchopanda
- Ann Hansen
- Bruno Massé
- Darren Thurston (en)
- Dimitrios Roussopoulos
- Francis Dupuis-Déri
- Jaggi Singh
- Juliet Caroline Belmas (en)
- L. Susan Brown
- Robert Graham
- Wendy McElroy
- Gord Hill, alias Zig Zag [1],[2]
- Albert Saint-Martin

### Artistes
- Claude Gauvreau, poète automatiste québécois
- Norman Nawrocki (en)
- Rhythm Activism, Groupe de musique de Montréal

### Écrivain(e)s
- Francis Dupuis-Déri
- George Woodcock
- Jeff Shantz
- Mark Leier (en)
- Normand Baillargeon, Philosophe et écrivain anarchiste québécois
- Taiaiake Alfred, a développé l'anarcho-indigénisme dans Wasáse
- Micheline de Sève est l'auteure de Pour un féminisme libertaire, Éditions du Boréal, 1985, 154 p.,  (ISBN 9782890521421), (OCLC 20056496), notice éditeur.

## Presse anarchiste au Canada
- La mauvaise herbe, journal contre la civilisation

### Défunt
- Alerta! Le Cri de la Wawa, publication trilingue espagnol/anglais/français produite par la CLAC-Amérique Latine
- Anarkhia, journal anarchiste synthétiste paru à Montréal
- Cause Commune, produit par l'Union communiste libertaire
- Démanarchie
- Demolition Derby, journal insurrectionnelle paru à Montréal.
- La Marmite, journal du Réseau Anarchiste en Milieu Étudiant
- Le Trouble
- Linchpin, journal communiste libertaire produit par Common Cause
- Terre et Liberté, journal éco-anarchiste
- Our Generation (en), semestriel paru a Montréal entre 1961 et 1994

## Espaces antiautoritaires
- DIRA, bibliothèque et centre de recherche sur l'anarchisme à Montréal
- Exile Infoshop, (Ottawa)
- La Page Noire, Librairie sociale autogérée à Québec dans le quartier St-Roch
- L'AgitéE, Café-bar sous forme de Coopérative de solidarité dans le quartier St-Roch à Québec
- Librairie L'Insoumise, (Montréal)
- La Passe (Montréal)
- L'espace social La Déferle (quartier Hochelaga-Maisonneuve)
- Librairie-atelier La Flèche Rouge (Montréal)
- Old Market Autonomous Zone, (Winnipeg)

## Sources
- Francis Dupuis-Déri, Pistes pour une histoire de l’anarchisme au Québec, Bulletin d'histoire politique, Association québécoise d'histoire politique, volume 16, no 2, 2008, texte intégral.
- Michel Antony, Anarchisme canadien, mouvements et utopies libertaires, 1995-2014, texte intégral.
- Marc-André Cyr, La Presse anarchiste au Québec (1976-2001), Éditions Rouge et Noir, Montréal, 2006, 220pp., texte intégral.
- Mathieu Houle-Courcelles, Sur les traces de l’anarchisme au Québec (1860-1960), Lux, Montréal, 2008, 280pp.
- Michel Nestor, Sur les traces de l'anarchisme au Québec : des origines à 1910, Ruptures no 1 et 2, [lire en ligne], [lire en ligne]
- Michel Nestor, Sur les traces de l’anarchisme au Québec : les années 1940, Ruptures, no 5, printemps 2005, texte intégral.
- Michel Nestor, Sur les traces de l’anarchisme au Québec : les années 1950, Ruptures, no 6, printemps 2006 , texte intégral.
- Relations, Actualité de l’anarchisme, no 682, février 2003, sommaire.
- Collectif, La révolution est possible : Portrait de groupes autogérés libertaires au Québec, Possibles, no 31, 2007, lire en ligne.
- (en) Allan Antliff, Only a Beginning : An Anarchist Anthology, Arsenal Pulp Press, 2004, 352pp.
- Nicolas Phébus La mouvance anars québécoise, une présentation  texte intégral.